# Darío Rodríguez
Darío Rodríguez (Montevidéu, 17 de setembro de 1974) é ex-futebolista profissional uruguaio, que atuava como zagueiro. 

## Carreira
O atleta iniciou e encerrou sua carreira profissional pelo Peñarol. Na equipe uruguaia o jogador atuou até a temporada 2001/02, retornando na temporada 2008/09. Em 2002 Darío se transferiu para uma das mais tradicionais e populares equipes do futebol alemão, o Schalke 04.

## Títulos
Sud América
- Campeonato Uruguaio da Segunda Divisão: 1994

Bella Vista
- Campeonato Uruguaio da Segunda Divisão: 1997
- Liguilla Pre-Libertadores: 1998

Peñarol
- Campeonato Uruguaio: 1999, 2009–10 e 2012–13

Schalke 04
- Copa Intertoto da UEFA: 2003, 2004
- Copa da Liga Alemã: 2005